# Hanna Kister
Hanna Kister (n. 1902 – d. 1997) a fost o editoare poloneză de carte, coproprietară a editurii Roy Publishers din New York. 

## Biografie
S-a căsătorit în 12 iulie 1922 cu Marian Kister (1897-1958), un editor polonez, cofondator și coproprietar (împreună cu Melchior Wańkowicz), începând din 1924, al editurii Towarzystwo Wydawnicze „Rój” din Varșovia. Soțul ei se afla la Londra în 1939, atunci când a aflat vestea invaziei germane în Polonia, și a decis să nu se mai întoarcă în țara natală, răvășită de război.
În 1940, cu două zile înainte ca statul german să confiște editura „Roj”, Hanna Kister a părăsit Varșovia, împreună cu cele două fiice, „cu o sticlă de sirop și doi dolari”. Au călătorit prin Danemarca, Italia și Franța, unde familia s-a reunit. Atunci când Wehrmacht-ul s-a apropiat de Paris, au călătorit cu un avion către Lisabona, de unde s-au îmbarcat în 22 martie 1941 pe vaporul portughez Carvalho Araujo care mergea în Statele Unite ale Americii. Admiterea soților Kister în SUA a fost facilitată de sprijinul financiar oferit de editorul Richard J. Walsh, directorul John Day Company, și de soția acestuia, Pearl S. Buck, ale cărei cărți fuseseră publicate în Polonia de editura „Roj”. Hanna Kister, care vorbea patru limbi străine, a lucrat inițial ca profesoară în Brooklyn, dar cei doi soți s-au întors curând la marea lor pasiune, editarea cărților. Marian și Hanna Kister au înființat în 1941 editura Roy Publishers la New York și ulterior au deschis o companie soră la Montreal.
Hanna Kister a publicat o carte de memorii care descrie activitățile editurii și care conține amintirile scriitorilor despre Marian Kister.

## Scrieri
- Pegazy na Kredytowej. Wspomnienia, Varșovia: Państwowy Instytut Wydawniczy 1980.